# El Soler de Comià
El Soler de Comià és una masia del municipi de Borredà (Berguedà) inclosa en l'Inventari del Patrimoni Arquitectònic de Catalunya.

## Descripció
Masia orientada cap a llevant construïda al segle xvii probablement sobre fonaments medievals que consta d'una planta rectangular coberta a dues aigües amb teula àrab. Al segle xviii la masia fou ampliada considerablement en adossar-hi un cos d'estructures clàssica al mur de tramuntana; d'aquesta època també són les modificacions i les noves obertures (la balconada de fusta aixoplugada pel ràfec de la teulada) de la façana de migdia.
A llevant de la masia hi ha un interessant exemple de pallissa que destaca per les seves dimensions: consta d'un sol pis i planta baixa coberta a dues aigües i sostinguda per encavallades de fusta i pilars de secció quadrada.

## Història
La masia Soler de Comià situada prop de l'església de Sant Esteve de Comià és documentada des de la baixa edat mitjana com una de les propietats dels senyors del castell de Maçanós (Ripollès), els quals hi establiren una família pagesa a canvi d'un cens fix. La masia fou construïda al s. XVII i ampliada al s. XVIII.